# Termitaphididae
Termitaphididae Silvestri, 1911, è una piccola famiglia di insetti Pentatomomorfi dell'ordine Rhynchota Heteroptera, presenti nelle regioni tropicali.

## Descrizione
Gli insetti di questa famiglia sono morfologicamente affini agli Aradidi, presentando una semplificazione di alcuni caratteri. Il corpo è di piccole dimensioni, lungo 2-3 mm, dal profilo ovale, fortemente appiattito in senso dorso-ventrale. Antenne, rostro e zampe sono nascosti alla vista dall'alto.
Il capo ha antenne genicolate composte da quattro articoli, è privo di occhi e ocelli ed ha apparato boccale con rostro di quattro segmenti e stiletti molto lunghi.
Le ali sono assenti e le zampe ridotte. L'addome mostra un'espansione laterale appiattita dei tergiti.

## Biologia
La biologia dei Termitaphididae è poco conosciuta. È accertato che tutte le specie sono associate alle Termiti , in quanto tali insetti sono stati ritrovati nei termitai. Le ipotesi formulate, basate sulla loro presenza nei termitai e sulla lunghezza degli stiletti mascellari e mandibolari, è che tali insetti abbiano un regime dietetico micetofago a spese dei funghi che si sviluppano nelle gallerie dei termitai .

## Distribuzione
La famiglia è diffusa nelle regioni tropicali di tutti i continenti. È presente nelle Antille, in America centrale, nelle regioni settentrionali del Sudamerica, in Africa, in India e nel Queensland (Australia).

## Sistematica
La famiglia comprende nove specie, ripartite fra due generi :
- il genere Termitaradus è rappresentato in tutte le regioni citate.
- il genere Termitaphis è rappresentato solo in Colombia.

L'inquadramento sistematico della famiglia è stato definito con i contributi di SILVESTRI (1911 e 1921) e MYERS (1924). Inizialmente, WASMANN (1902) descrisse il genere Termitaphis, con la specie Termitaphis circumvallata, inquadrandolo erroneamente fra gli Homoptera, ritenendo la specie come una forma aberrante di Afide . Fu SILVESTRI, nel 1911, che descrisse due nuove specie e revisionò il genere inserendolo in una nuova famiglia, da lui denominata Termithocoridae , inquadrata negli Heteroptera. Successivamente la famiglia si ampliò, con la descrizione di nuove specie da parte di MJÖBERG (1914), SILVESTRI (1921), MORRISON (1923), ma per un ventennio le nuove specie descritte furono catalogate dallo Zoological Record nell'ambito degli Omotteri.
Alla revisione definitiva si arrivò nel 1924: con la descrizione del nuovo genere Termitaradus, MYERS propose l'adozione del nome Termitaphididae, sulla base delle linee guida delle convenzioni di nomenclatura, e l'inquadramento nello stesso raggruppamento che comprendeva gli Aradidae e i Dysodiidae (attualmente inquadrata al rango di sottofamiglia degli Aradidi con il nome di Mezirinae), sulla base delle analogie morfologiche con questi Eterotteri.